# Svävare i Sjöräddningssällskapets flotta

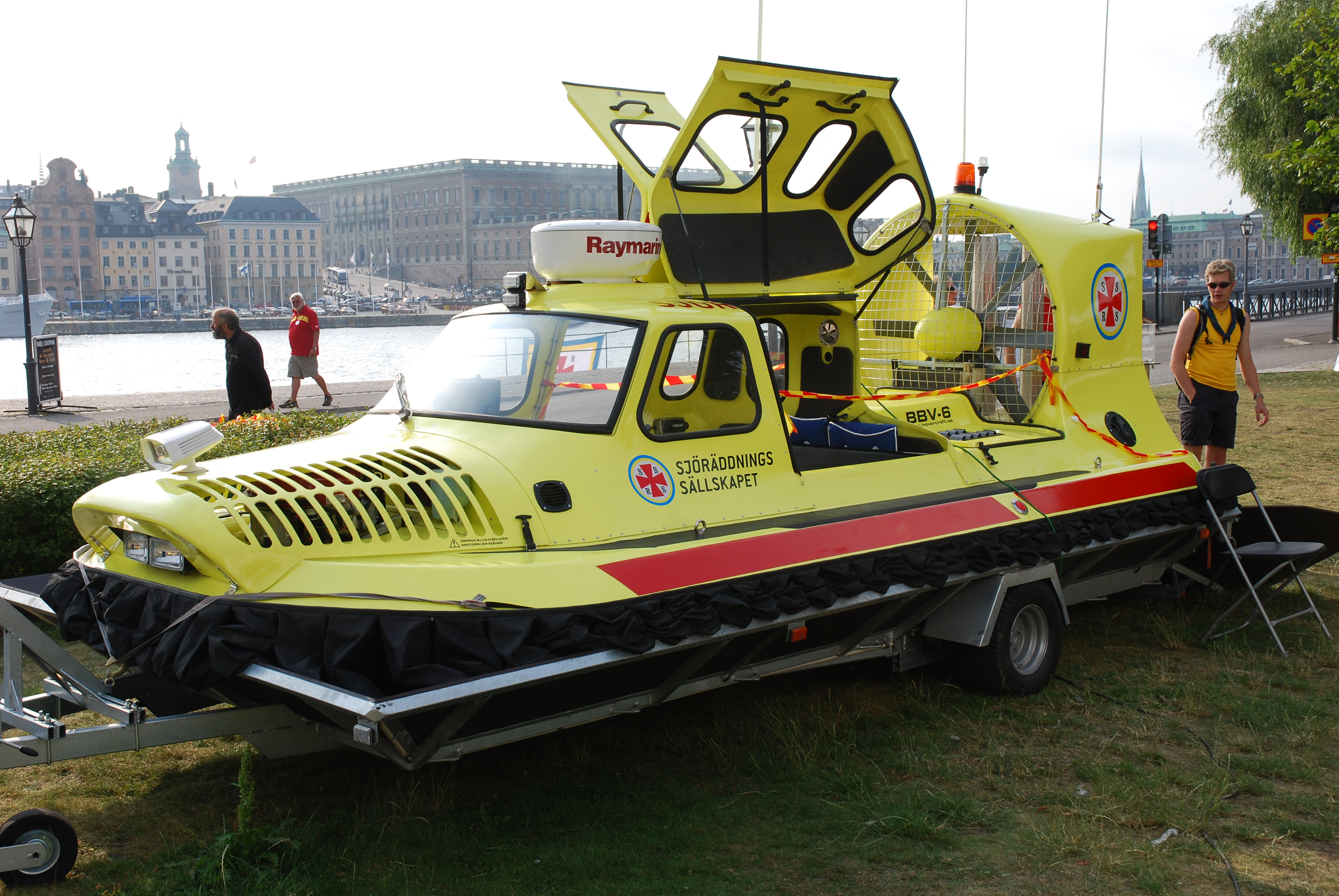
Rescue Sparbanken Vadstena, en Ivanoff Hovercraft IH-6, i Stockholm, 2007

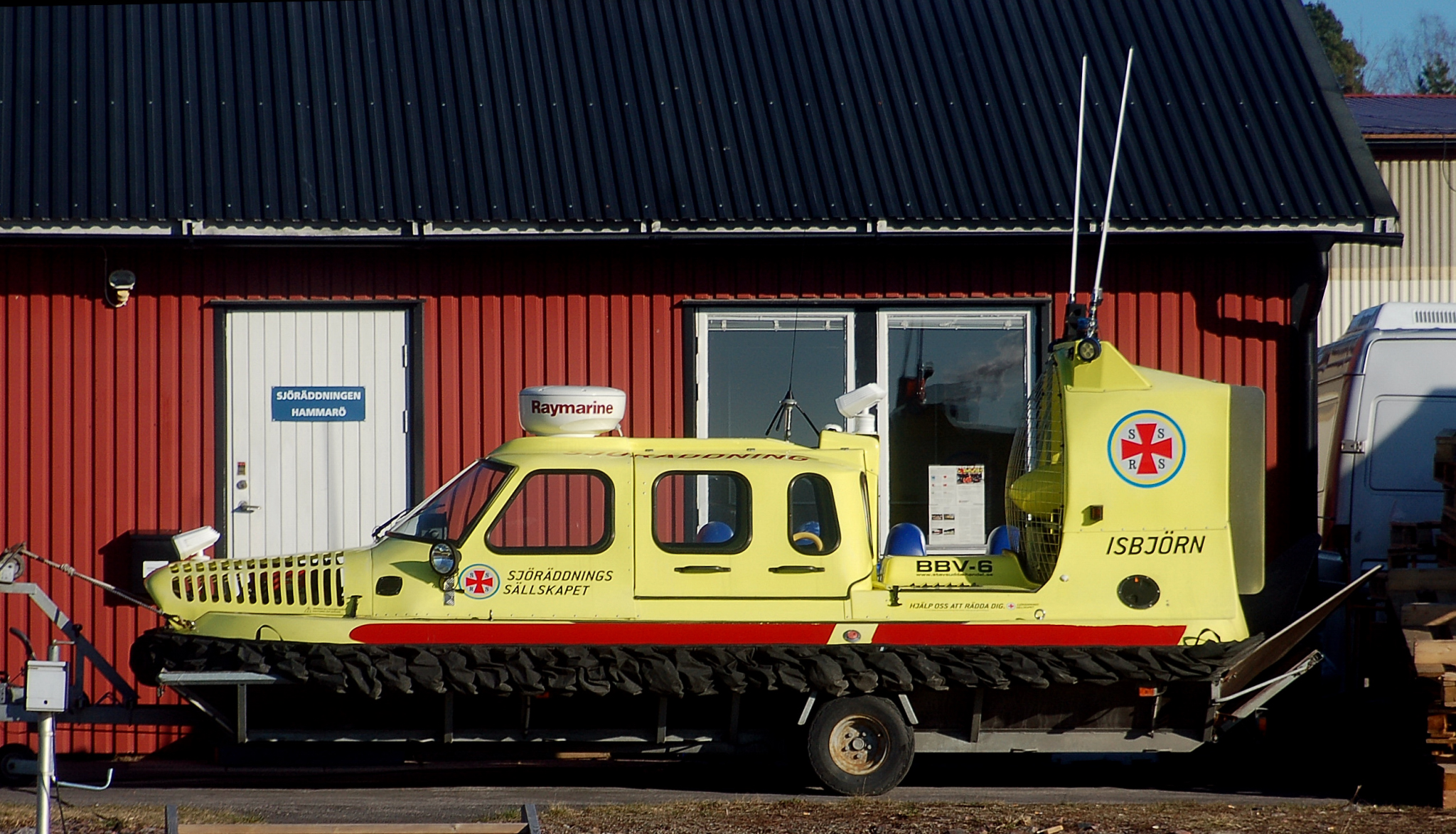
Rescue Isbjörn utanför Räddningsstation Hammarö, 2012

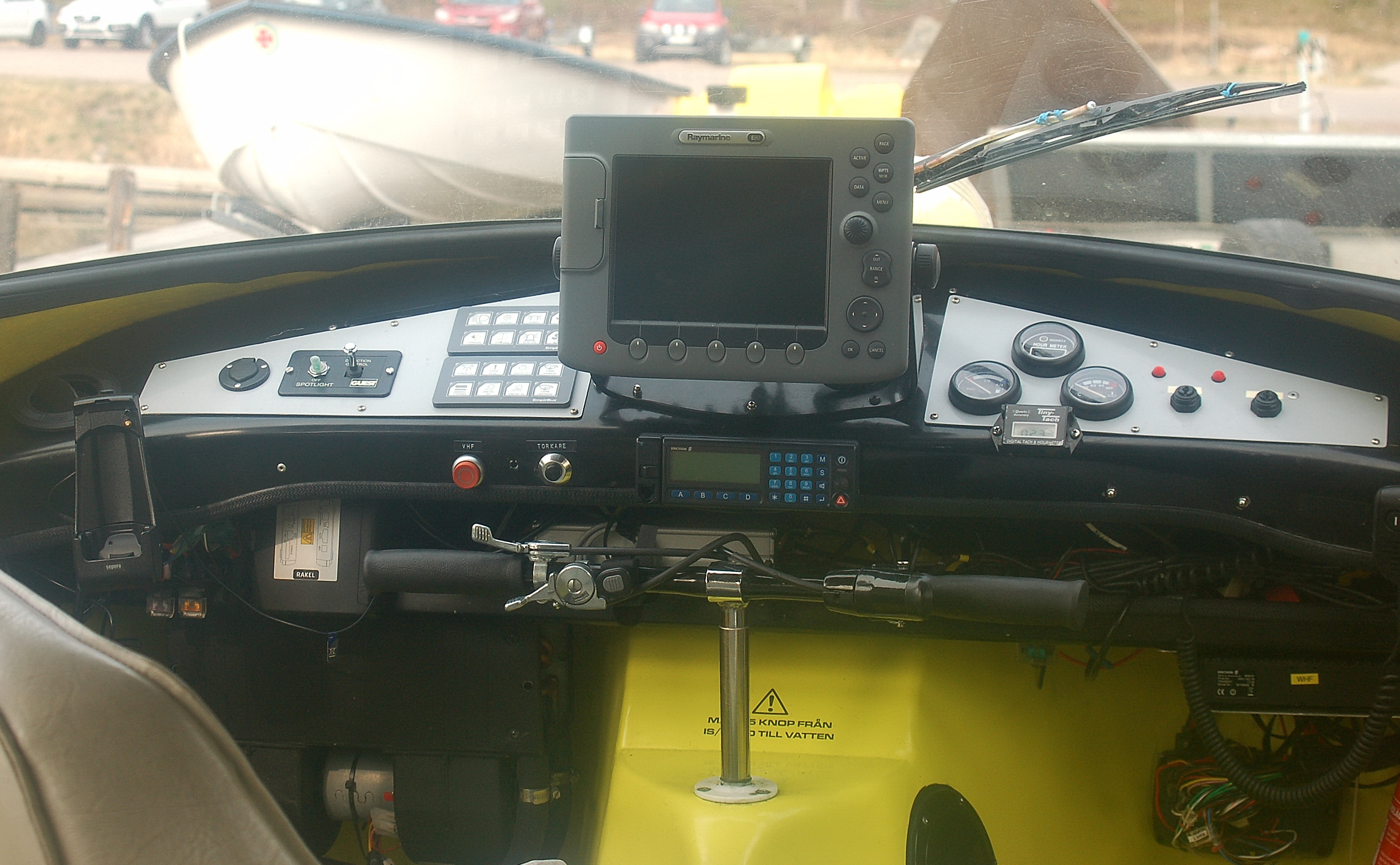
Pilotplats på Rescue Isbjörn

Svävare i Sjöräddningssällskapets flotta förtecknar de svävare som används för isräddning inom Sjöräddningssällskapet. 
Sjöräddningssällskapet har sedan 00-talet byggt upp en flotta av svävare för isräddning på omkring 18 sjöräddningsstationer i mellersta och norra Sverige. Svävarna är av två typer: en täckt svävare för sex personer och en öppen svävare för tre personer, varav huvuddelen av de inköpta svävarna är av den täckta typen.
Farkosterna är tillverkade av Ivanoff Hovercraft på Djurö och har modellbeteckningarna IH-6 respektive IH-3.
Svävarna har plats för sex respektive tre personer, inklusive pilot. De är 5,55 meter respektive 4,34 meter långa. Skrovet är glasfiberarmerad polyester med inbyggt flytmaterial. De har en marschfart på 34 knop på is och 20 knop på vatten.

## Sjöräddningssällskapets större, täckta svävare
- S-2 Rescue Isbjörn, tidigare på Räddningsstation Hammarö, byggd 1996
- S-4 Rescue B-G Nilson, Räddningsstation Mariestad, byggd 2007
- S-5 Rescue Sparbanken Vadstena, tidigare Räddningsstation Vadstena-Motala, byggd 2007
- S-9 Rescue Mats Kleberg, Räddningsstation Munsö/Ekerö, byggd 2007
- S-6 Rescue Enok, Räddningsstation Trosa, byggd 2008
- Rescue Virgina Wijk, byggd 2008
- Rescue Torbjörn, Räddningsstation Västerås, byggd 2008
- S-8 Rescue Arkösund, tidigare Räddningsstation Arkösund
- Rescue Smulle, Räddningsstation Hjälmaren, byggd 2010
- S-16 Rescue Vinön, tidigare Räddningsstation Hjälmaren
- Rescue Snow Leopard, Räddningsstation Strängnäs, byggd 2016
- Rescue Henrik Nyström, Räddningsstation Kristinehamn, byggd 2018
- Rescue Länsförsäkringar, Räddningsstation Arkösund, byggd 2018
- Rescue Filou, Räddningsstation Hammarö, byggd 2018
- Rescue Astrid Gunilla, Räddningsstation Räfsnäs, byggd 2019
- Rescue Länsförsäkringar Östgöta 2, Räddningsstation Vadstena-Motala, byggd 2019
- Rescue S-23 Storsjön, Räddningsstation Storsjön, byggd 2020
- S-28 Rescue Kalle Pettersson, Räddningsstation Dalarö, byggd 2020
- Rescue Jannersten, Räddningsstation Uppsala, byggd 2021
- Rescue S-30, Räddningsstation Hasslö, byggd 2021

## Sjöräddningssällskapets mindre, öppna svävare
- Rescue Arne Ebers, Räddningsstation Uppsala, byggd 2019
- Rescue Eleonora Ebers, Räddningsstation Växjö byggd 2019
- Rescue S-14 Magnus Dalestrand, Räddningsstation Visingsö 2019
- S-25 Rescue Gunnar Ebers, Räddningsstation Dalarö, byggd 2020
- Rescue Agneta Trygger,  Räddningsstation Kalmar, byggd 2021